# Buluang
Buluang es un barrio rural, oficialmente conocido como Bulwang, del municipio filipino de tercera categoría de Busuanga perteneciente a la provincia  de Paragua en Mimaro,  Región IV-B.

## Geografía
Este barrio  se encuentra en  la Isla Busuanga la más grande del Grupo Calamian situado a medio camino entre las islas de Mindoro (San José) y de Paragua (Puerto Princesa), con el Mar de la China Meridional a poniente y el mar de Joló a levante. Al sur de la isla están las otras dos islas principales del Grupo Calamian: Culión y  Corón.
Su término linda al norte con  la bahía de Illultuk (Illultuk Bay) que le separa de la isla-península de Calauit; al sur y al este con el barrio de Nueva Busuanga (New Busuanga); y al oeste con el  Mar de la China Meridional.
Comprende además las  islas  de  Elet y Kalampisauán, ambas situadas en el mar de la China Meridional.

### Demografía
El barrio  de Buluang contaba  en mayo de 2010 con una población de 2.346  habitantes.

## Historia
El 17 de junio de 1950, este barrio de Buluang, que hasta  ahora formaba parte del municipio de Corón pasan a constituir un nuevo municipio que será conocido con el nombre de Busuanga. Su ayuntamiento se situará en el barrio de  Nueva Busuanga.